# Die Physik der Zukunft

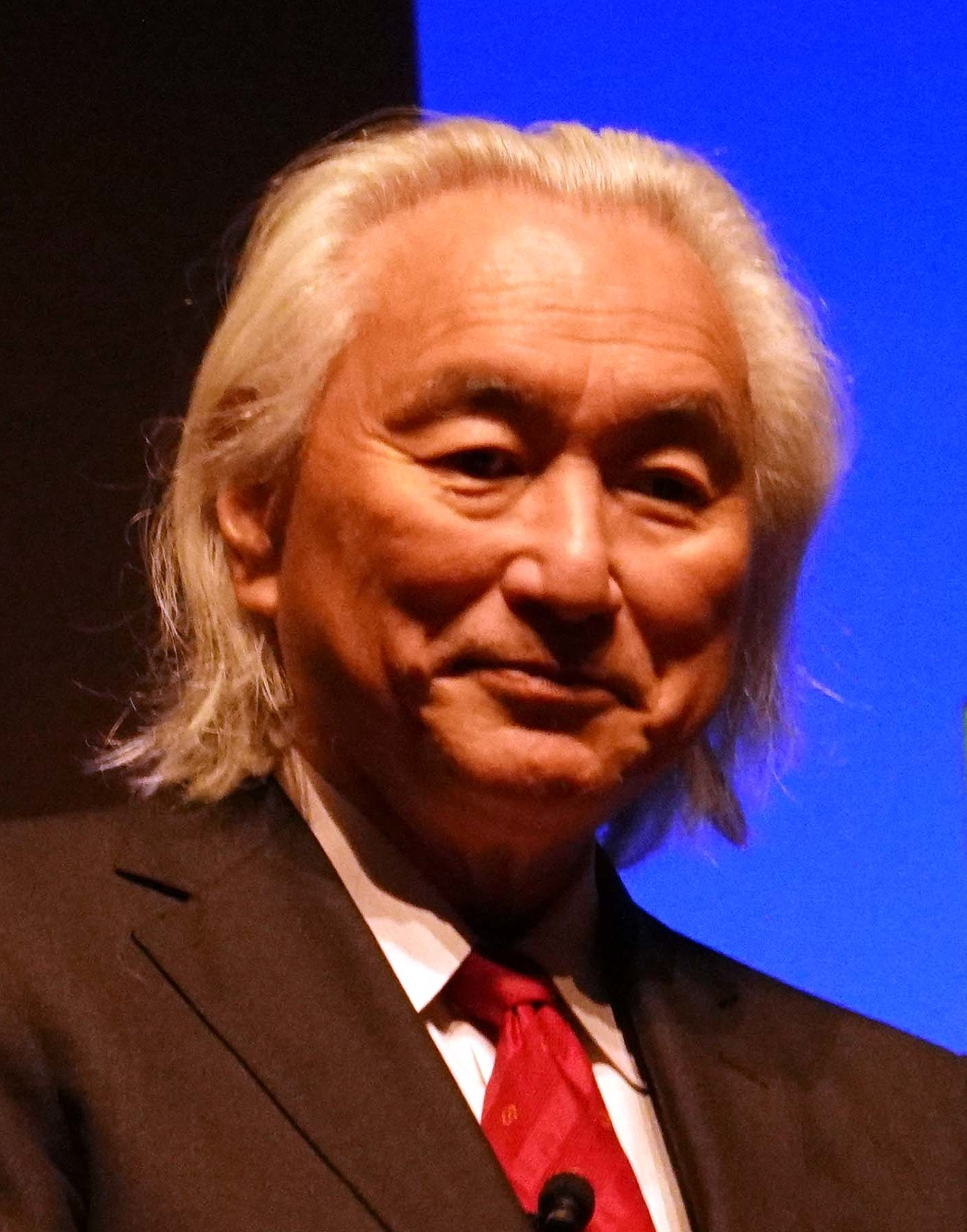
Michio Kaku, 2020

Die Physik der Zukunft. Unser Leben in 100 Jahren ist ein populärwissenschaftliches Sachbuch des US-amerikanischen Physikers Michio Kaku, welches im Jahr 2011 in englischer und 2012 in deutscher Sprache veröffentlicht wurde.

## Inhalt

### Zusammenfassung
Kaku beschreibt in seinem Werk seine Prognose über den technologischen und wirtschaftlichen Fortschritt der Menschheit bis zum Jahr 2100, wobei er die Entwicklung in die Zeitperioden heute bis 2030, 2030 bis 2070 und 2070 bis 2100 einteilt. Es werden die Bereiche Computertechnik, künstliche Intelligenz, Medizin, Nanotechnologie, Energie, Raumfahrt und Wirtschaft beschrieben.
Im Vorwort erläutert Kaku sein Vorgehen beim Erstellen seiner Prognosen. Er macht deutlich, dass sehr viele Zukunftsforscher mit ihren Prognosen in der Vergangenheit falschlagen, andere jedoch erstaunlich richtig. So etwa Leonardo da Vinci oder Jules Verne. Um eine realistische Schätzung der Zukunft abgeben zu können, werden vier Bedingungen aufgestellt, welche im Buch berücksichtigt werden:
- Alle beschriebenen Erfindungen sind mit dem aktuellen Stand der Wissenschaft und den physikalischen Naturgesetzen vereinbar.
- Es wurden Interviews mit 300 führenden Wissenschaftlern gesammelt und deren Einschätzungen übernommen.
- Für jede beschriebene Erfindung gibt es heute bereits einen Prototyp.
- Es wird das sogenannte "Höhlenmenschenprinzip" vorausgesetzt. Die These von Kaku lautet, der Mensch unterscheide sich sowohl anatomisch als auch von seiner Persönlichkeit her nicht von den Menschen, welche vor 100.000 Jahren gelebt haben. Im Zweifel würden die primitiven Begierden des Menschen gewinnen. So würden beispielsweise die meisten Menschen lieber etwas "in der Hand haben" (ein Grund, weshalb das papierlose Büro nie Wirklichkeit wurde) und Kontakte zu realen Menschen bevorzugen.

### Prognosen (Auswahl)
bis 2030:
- Computerunterstützte Brillen wie Google Glass und Kontaktlinsen als entsprechende Weiterentwicklung sind Standard, ebenso wie autonome Fahrzeuge.
- Die Wände in der Wohnung sind (teilweise) digitalisiert und werden den klassischen Fernseher ablösen.
- Flexible organische Elektronik ist allgegenwärtig, virtuelle Welten werden durch Head-Mounted Displays selbstverständlich.
- Der normale Gang zum Allgemeinmediziner wird durch Computerprogramme ergänzt, welche jederzeit von zu Hause aufgerufen werden können. Diese Programme sollen den gesamten medizinischen Stand der Wissenschaft (etwa durch Einspeisen sämtlicher aktueller Fachliteratur) kennen und anhand von Wahrscheinlichkeitsrechnung arbeiten. MRT-Geräte sollen so klein wie heutige Smartphones sein und eine Selbstuntersuchung ermöglichen. Das Badezimmer soll mit Krebssensoren ausgestattet sein, so dass eine ständige Untersuchung und Früherkennung stattfindet. Kaku prognostiziert, dass ein modernes Badezimmer mehr Sensoren haben werde als ein heutiges Krankenhaus. DNA-Chips sollen jederzeit den Gesundheitszustand (Blutdruck, Cholesterin-Werte, Herzfrequenz) überprüfen und Nanobots zur Bekämpfung vieler Krankheiten eingesetzt werden. Organe sollen durch Stammzelltherapie gezüchtet und die DNA-Sequenzierung soll für jeden erschwinglich werden.
- Die Entwicklung von intelligenten Robotern erwartet Kaku zu diesem Zeitpunkt noch nicht, allerdings soll es viele spezialisierte Expertensysteme geben.
- Durch den massiven Preisverfall für erneuerbare Energien sollen diese an Bedeutung gewinnen, das Elektroauto wird finanziell lukrativ. Ein Problem bestehe in der weiteren Verbreitung von Kernwaffen.
- Bezüglich der Weltraumforschung sollen die Fortschritte bescheiden bleiben, eine bemannte Raumfahrt werde von den Regierungen als unwirtschaftlich angesehen werden. Fortschritte werde es allerdings bezüglich unbemannter Raumsonden und erster Schritte zu einer permanenten Mondbasis geben.

2030 bis 2070:
- Das Mooresche Gesetz verliert seine Gültigkeit. Zwar werde die Rechenleistung von Computern weiter steigen, jedoch nicht mehr exponentiell.
- Ein Universalübersetzer für die Übersetzung aller Sprachen in Echtzeit – welche auf computerunterstützten Kontaktlinsen übertragen werden – soll technisch ausgereift sein. Außerdem soll durch ebendiese Kontaktlinsen die virtuelle Welt mit der normalen verschmelzen. Auch Hologramme werden möglich.
- Roboter werden intelligenter und können immer mehr Aufgaben des Menschen übernehmen, in der Medizin etwa als Chirurg und in Privathaushalten als Koch.
- Das menschliche Gehirn soll vollständig verstanden und als Supercomputer nachgebaut sein. Außerdem werden "Designer-Babys" geschaffen, welche von Erbkrankheiten befreit wurden und ausgewählte körperliche und persönliche Eigenschaften haben.
- Die globale Erwärmung wird zum großen Problem des 21. Jahrhunderts, ganze Staaten könnten verschwinden, sollten die Regierungen nicht entschiedenere Gegenmaßnahmen ergreifen.
- Eine bemannte Marsmission findet statt. Außerdem sollen private Raumfahrtmissionen den Weltraumtourismus finanziell erschwinglich machen.
- Im Bereich des Wirtschaftssystems wird es wegen der Automatisierung zum Wegfall vieler Arbeitsplätze kommen, etwa von Agenten, Maklern oder Buchhaltern, da diese durch Roboter ersetzt werden können. Hingegen werden kreative Arbeitsplätze, insbesondere in der Unterhaltungsindustrie, boomen. Arbeitsplätze etwa von Polizisten, Handwerkern oder Reinigungsangestellten seien nicht gefährdet, da diese Aufgaben noch zu komplex für Roboter seien.

2070 bis 2100:
- Das Brain-Computer-Interface wird möglich, ebenso Gedankenlesen mit Hilfe fortschrittlicher EEG- und MRT-Geräte. Damit soll es außerdem möglich sein, Träume aufzuzeichnen.
- Maschinen sollen sich ihrer selbst bewusst werden (technologische Singularität) und teilweise mit den Menschen verschmelzen (etwa durch Ersatz von Organen oder verlorenen Gliedmaßen oder durch eingepflanzte Chips). Zudem sollen sich die Menschen als Avatare bewegen können.
- Im Bereich der Medizin sollen Nanotechnologie, Gentherapie und Robotik so weit fortgeschritten sein, dass der Alterungsprozess umgekehrt werden kann und damit theoretisch biologische Unsterblichkeit erreicht wird. Die Heilung aller Krankheiten sei allerdings nicht möglich, da etwa Viren sich zu schnell verändern würden. Das Problem der Überbevölkerung verneint Kaku, da er einen massiven Einbruch der Geburtenraten prognostiziert.
- Das Klonen bestimmter ausgestorbener Tiere (etwa Mammuts) sei möglich, zudem die Schaffung neuer Lebensformen durch Kombination bereits bestehender Tierarten. Die Erschaffung von Dinosauriern sei jedoch sehr unwahrscheinlich, da entsprechendes DNA-Material fehle.
- Das Zeitalter der Elektrotechnik geht in eine neue Epoche des Magnetismus über. So sollen etwa Fahrzeuge und Züge ausschließlich mit Magnetismus fahren und somit viel Energie sparen.
- Durch den Assembler stößt der Kapitalismus an seine Grenzen, da jedes beliebige Produkt günstig erschaffen werden kann. Die zunehmende Individualisierung sowie die Transformation zur Informations-, Wissenschafts- und Unterhaltungsgesellschaft soll dies in Maßen ausgleichen können.
- Ein Weltraumlift soll einen Ausflug in den Weltraum für jedermann möglich machen, zudem soll ein dauerhafter Außenposten auf dem Mars errichtet sein, welcher zuvor durch eine künstliche Klimaerwärmung bewohnbarer gemacht werde. Siedlungen von Menschen außerhalb der Erde seien jedoch nur sehr begrenzt und als kleinere Forschungsstationen realistisch.
- Nationalstaaten sollen laut Kaku nicht verschwinden, aber zugunsten internationaler Organisationen und größerer Bündnisse wie etwa der Europäischen Union an Bedeutung verlieren. Außerdem sei bereits heute erkennbar, dass sich eine planetare Zivilisation bilde. Dies begründet er mit dem Internet als globalem Kommunikationssystem, dem Entstehen von Weltsprachen in Form von Englisch und Chinesisch, dem Entstehen einer planetaren Wirtschaft, einer planetaren Mittelschicht, einer planetaren (Pop-)Kultur, mit planetaren Sportereignissen (Olympiade, Fußball-WM), einer Zunahme des Tourismus und der Stärkung internationaler Organisationen insbesondere im Bereich Umwelt- und Gesundheitsschutz.

## Rezensionen (Auswahl)
„Der Autor und Wissenschaftler zeigt uns verschiedene Wege in die Zukunft auf, die die Menschheit zur Abwechslung mal nicht unwillkürlich in die Katastrophe führen müssen. [...] Kaku ist nicht nur Wissenschaftler. Er ist auch ein trickreicher Sachbuchautor. Er hat ein paar ziemlich gute Aussichten für uns parat, und das verkauft sich ziemlich gut. Für viele Zeitgenossen mag das vielleicht der eine oder andere Löffel Optimismus zu viel sein. Aber er versammelt in seinem Buch Die Physik der Zukunft ein paar sehr gute Gründe für seine zuversichtliche Grundhaltung.“

„Kakus Buch lässt den Leser eintauchen in eine Welt, die uns in etlichen Sciencefictionfilmen in teilweise theatralischen Bildern vorgespielt wird. Der Gedanke, dass vieles aus Hollywood-Produktionen von vor 30 Jahren heute Realität ist, lässt einen dabei nicht los. Während der Lektüre kann man sich aber ebenso treiben lassen in Kakus Gedankenwelt, ohne seine Überlegungen unbedingt werten zu müssen. Es sind gerade seine gewagtesten Thesen und die skurrilsten Ansichten, die sich dem Leser im Gedächtnis verankern.“

„Auch wenn nicht jeder Leser von den Ideen in Physik der Zukunft rückhaltlos begeistert sein wird, so ist Michio Kaku doch beredt und wortgewandt. Man sollte sich zurücklehnen, die Gedankengänge des Physikprofessors genießen – und dabei kann man sich fragen, ob er in 100 Jahren von seinen Prophezeiungen her den Rang eines Jules Verne einnehmen wird. Schade, dass wir zumindest das nicht mehr erfahren werden.“

„Das klingt berauschend, aber auch nach Hybris und Phantasterei. Dieser Schein jedoch trügt. Das Spannende an Michio Kakus Vision ist, dass er neben dem Mut, das Undenkbare zu denken, auch zeigt, wie es funktionieren kann. Der Physiker geht in seinem Buch davon aus, dass die kommenden Jahrzehnte durch Erkenntnisse der Wissenschaft und durch neue Technologien bestimmt sein werden. Da die Grundlagen der modernen Physik, Chemie oder Biologie bereits gelegt sind, könne er, wenn er Wissenschaftler unserer Zeit befragt, treffende Voraussagen über die Zukunft zu machen. Nach dem Vorbild von Jules Verne und Leonardo da Vinci hat Michio Kaku deshalb über 300 Forscher zu Technologien interviewt, die in den nächsten hundert Jahren zur Reife kommen könnten.“

„Es ist keine Prophezeiung, die Michio Kaku da bietet, sondern eine Einladung zum kritischen Nachdenken. Was Wissenschaftler tun und lassen sollten, und wie die Gesellschaft auf die Herausforderungen reagieren kann, vor die das technisch Mögliche sie stellt darüber, so fordert Kaku seine Leser auf, muss in der Öffentlichkeit fundiert diskutiert werden.“

## Ausgaben
- Physics of the Future. How Science Will Shape Human Destiny and our Daily Lives, Penguin, London 2011 ISBN 978-0-141-93139-5.

- (deutsche Übersetzung von Monika Niehaus): Die Physik der Zukunft. Unser Leben in 100 Jahren. Rowohlt Verlag, Reinbek bei Hamburg 2012, ISBN 978-3-498-03559-4